# Arcigay

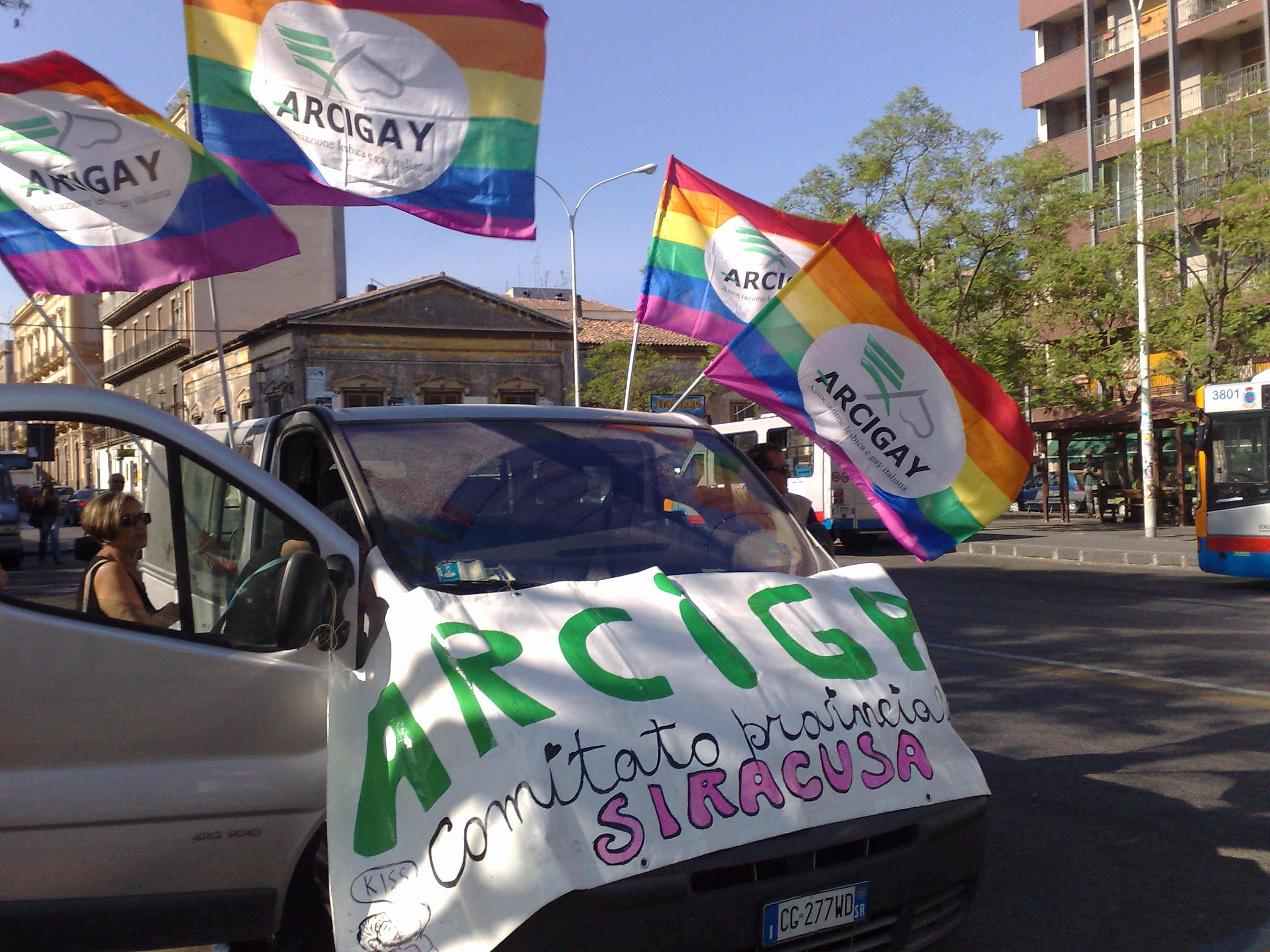
Vlajky Arcigay na festivalu hrdosti v Catanii

Arcigay (italsky Associazione lesbica e gay italiana) je první a největší italská LGBT organizace.
Jako první asociace tohoto druhu byla založená r. 1980 v Palermu, poté r. 1985 celonárodně v Bologne. Organizace se nejvíce proslavila svojí kampaní za legalizaci registrovaného partnerství. Současným prezidentem Arcigay je Paolo Patanè a jejím čestným prezidentem, který se zároveň podílel i na založení, je Franco Grillini.
Arcigay se často zúčastňovala protestů proti postoji Svatého stolce k homosexualitě a LGBT právům.
Valná část zdejších organizátorů LGBT dění požaduje od svých sponzorů, místních i zahraničních, členství v Arcigay s poukazem na administrativní náklady, a to dokonce i když se jedná pouze o nárazovou výpomoc.